# Otobreda 76/62
L'OTO Melara 76/62 è un cannone multiruolo progettato e prodotto dalla Società italiana Leonardo-Finmeccanica (precedentemente da OTO Melara, confluita nel gruppo il 31 dicembre 2015).

## Descrizione
Il cannone è caratterizzato da una cadenza di tiro molto elevata, soprattutto nella versione Super Rapido (120 colpi al minuto), che lo rende particolarmente adatto per la difesa antiaerea e anti-missile e per la difesa di punto, anche se, visto il suo calibro, può essere usato anche in altri ruoli come il bombardamento navale e costiero. Il cannone è dotato di munizionamento convenzionale, che varia a seconda del tipo di impiego e la sua polivalenza di usi è data anche dalla gran quantità di tipi di munizionamento che vanno dall'incendiario al perforante, fino ai proiettili a frammentazione con spoletta di prossimità. L'intero sistema è inoltre molto compatto ed è quindi installabile anche su navi di piccole dimensioni come le corvette o le vedette costiere, oltre ad essere completamente controllabile da remoto. Recentemente è stato aggiunto il nuovo munizionamento guidato DART.
Questo cannone ha rappresentato un notevole successo commerciale, essendo stato adottato da 53 marine: l'ultimo importante successo è stato lo scalzare il cannone navale da 100 mm della marina francese nel progetto Orizzonte.
Nel sistema di controllo del fuoco del cannone nel corso degli anni c'è stata un'evoluzione. Le prime versioni erano dotate del radar RTN-10X Orion della Selenia. A partire dalla metà degli anni ottanta venne utilizzato il RTN-30X (SPG-73) nel sistema di difesa di punto Dardo-E e poteva essere abbinato oltre che all'Otobreda Compatto e Super Rapido anche al cannone da 127/54, al Breda Dardo e ai missili Sea Sparrow/Aspide. Il sistema Dardo-E fece il suo debutto nella Marina Militare sull'incrociatore portaeromobili Garibaldi, ma il radar RTN-30X era già stato imbarcato sulle Maestrale, dove però alle due torrette binate del CIWS Dardo erano asserviti due radar RTN-20X, mentre le prime unità equipaggiate con sistema Dardo-E con il 76mm Super Rapido sono stati i due cacciatorpediniere lanciamissili Audace dopo gli ammodernamenti e le prime unità ad essere equipaggiate sin dalla costruzione con il Dardo-E abbinato ai 76mm SR furono i due cacciatorpediniere Classe Durand de la Penne.

## Davide/DART

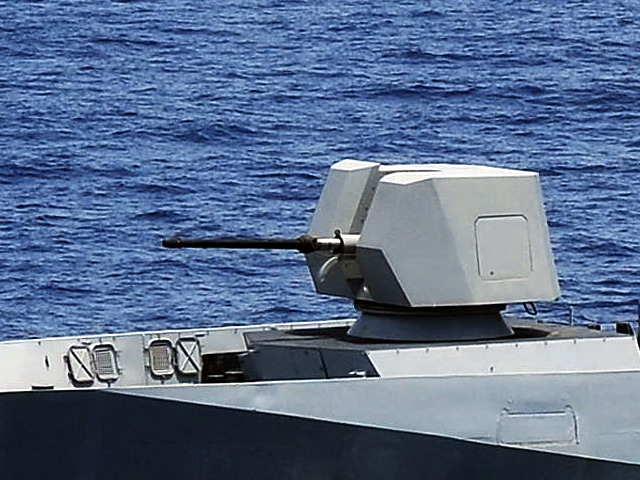
Il sistema Davide/Strales del Pattugliatore "Comandante Foscari"

In fase avanzata di sviluppo è anche il sistema guidato anti-missilistico Davide, in pratica si tratta di missili senza motore (proietti) DART, decalibrati rispetto al cannone, che possono correggere la loro traiettoria per controbattere le manovre del missile bersaglio e intercettarlo. Si tratta di un sistema di difesa anti missile delle navi a corto/cortissimo raggio, basato sull'impiego delle nuove centrali di tiro multisensore degli impianti da 76/62 Super Rapido, capace di sparare una munizione guidata e quindi di correggerne la rotta anche in volo indirizzandola sull'obiettivo.
La tecnologia sviluppata dalla Oto Melara sarà montata per la prima volta sulle fregate multimissione italiane del programma italo-francese FREMM.
Il sistema Davide/Strales abbinato al sistema di controllo di tiro Dardo-F, che controlla sia il bersaglio che il proiettile, è installabile anche sulle vecchie torrette con poche modifiche, mediante l'aggiornamento del firmware di controllo, l'aggiunta del radar di guida in banda Ka e scudo stealth. La torretta mediante il radar produce quattro fasci che vengono proiettati sul bersaglio e il proiettile viene radiocomandato nella sua direzione in modo tale che rimanga all'interno dei fasci. I proiettili DART sono un sottocalibro da 42 mm e grazie ad un adattatore raggiungono i 76 mm del calibro del cannone, hanno delle alette canard che gli permettono di manovrare e la sezione di coda ha sei pinne fisse e il ricevitore radio.
All'inizio dell'estate del 2008 NAVARM ha richiesto l'aggiornamento di un cannone al sistema Davide/Strales proveniente da un pattugliatore classe Cigala Fulgosi. Le prove sono state effettuate con successo presso il Poligono Interforze di Salto di Quirra nel marzo 2009 e hanno visto lo sparo contro bersagli a 8 km di due proiettili singoli e di una raffica da tre proiettili, che è quella attualmente nell'impiego antimissile. Il sistema dopo essere stato testato sul pattugliatore Comandante Foscari con prove di tiro con le nuove munizioni guidate in accoppiamento con il radar NA-25X, dopo aver terminato le prove è rimasto pienamente funzionante a bordo della nave.

## Utilizzo

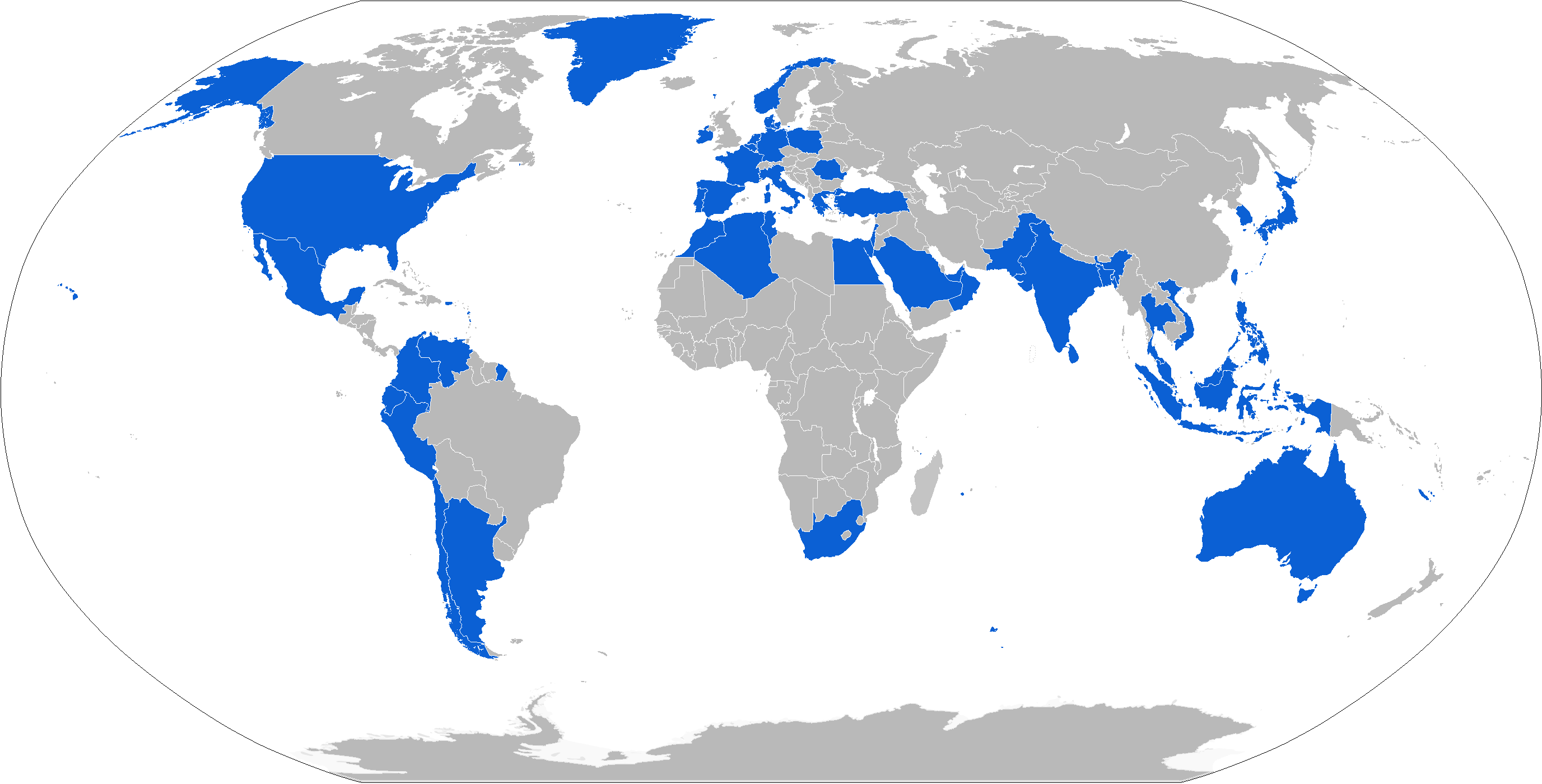
Mappa con gli operatori dell'OtoMelara 76mm in blu

Ecco un elenco di alcune classi di imbarcazioni/progetti che utilizzano o hanno utilizzato l'Otobreda 76 mm sia in versione "Compatto" sia in versione "Super Rapido":
- corvette classe Sa'ar 4.5 (Israele)

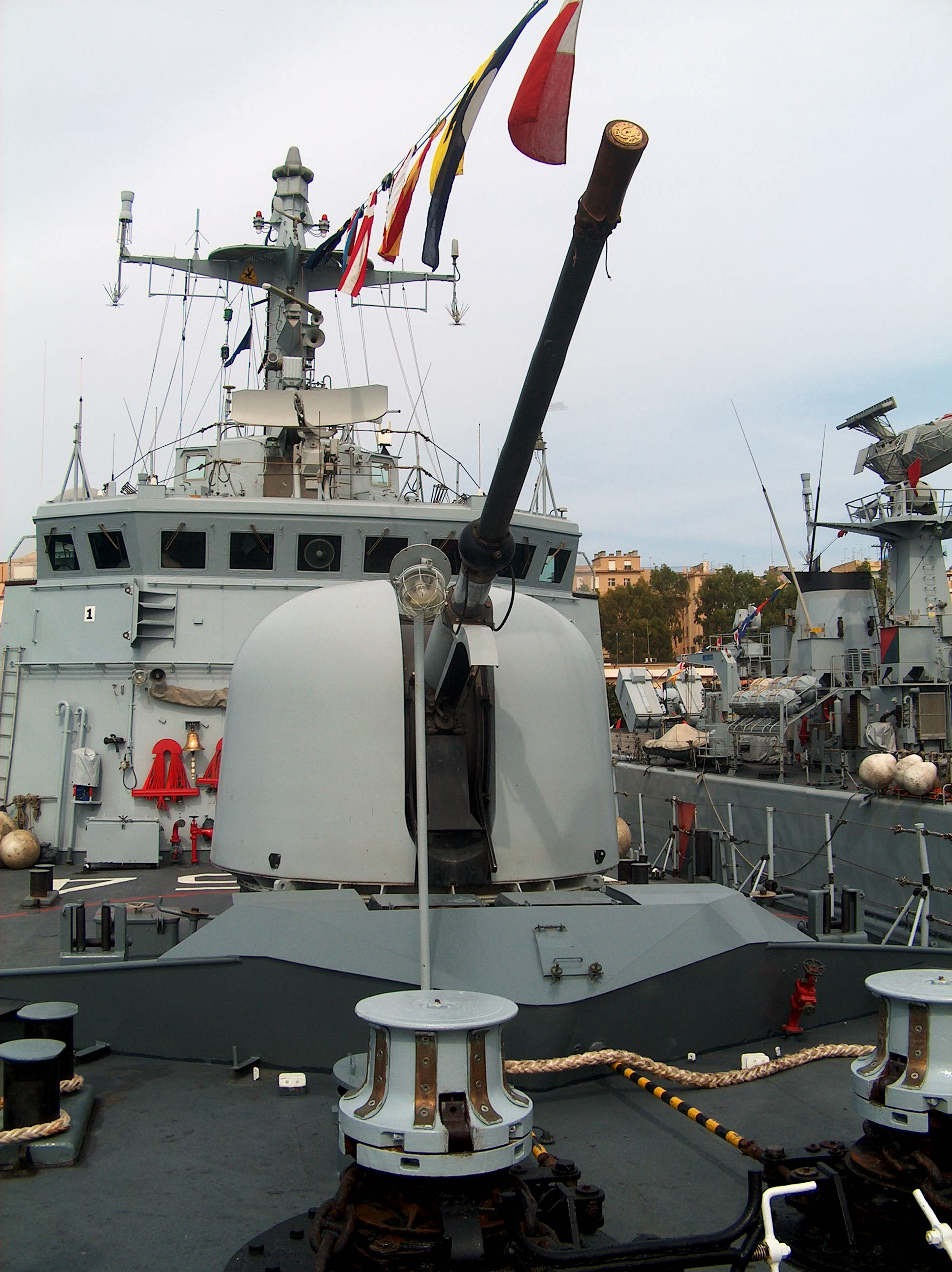
Il cannone prodiero di una corvetta italiana Classe Minerva

- aliscafi classe Pegasus (smantellati) (USA)
- aliscafi classe Sparviero (radiati) (Italia)
- nave da sbarco classe San giusto (Italia)
- cacciatorpediniere classe Orizzonte (Francia ed Italia)
- cacciatorpediniere classe Audace (Italia, in disarmo)
- cacciatorpediniere classe Durand de La Penne (Italia)
- cacciatorpediniere classe Iroquois dopo l'aggiornamento TRUMP (Canada)
- cacciatorpediniere classe Themistokles dopo l'aggiornamento (Grecia)
- motomissilistiche classe Tiger (Germania)
- pattugliatori classe Albatros (Germania)
- corvette classe Braunschweig (Germania)
- pattugliatori classe Gepard (Germania)
- pattugliatori classe Bir Anzarane (Francia e Norvegia)
- corvette classe Minerva (Italia)
- corvette classe Descubierta (Spagna)
- corvette classe Pohang (Corea del Sud)
- corvette classe Kamorta (India)
- corvette classe Róisín (Irlanda)
- corvette classe PR-72P (Perù)
- corvette classe Sigma (Paesi Bassi)
- fregate classe Sigma (Paesi Bassi)
- fregate classe FREMM (Francia ed Italia)
- fregate classe Oliver Hazard Perry (USA)
- fregate classe Fridtjof Nansen (Norvegia)
- fregate classe Bremen (Germania)
- fregate classe Brandenburg (Germania)
- fregate classe Sachsen (Germania)
- fregate classe Valour (Sud Africa)
- fregate classe Karel Doorman (Paesi Bassi)
- fregate classe Cheng Kung (Taiwan)
- fregate classe Iver Huitfeldt (Danimarca)
- pattugliatori classe Comandanti (Italia)
- cannoniere classe Achimota (Ghana)
- vedetta classe Skjold (Norvegia)
- vedette classe Jacinto (Peacock) (Filippine)
- vedette della guardia costiera classe Hamilton (USCG)
- vedette della guardia costiera classe Bear (USCG)
- vedette classe Orla (Peacock) (Irlanda)
- vedette classe Flyvefisken (Danimarca)